# Тушнур
 Тушнур  — деревня в Новоторъяльском районе Республики Марий Эл. Входит в состав Чуксолинского сельского поселения.

## География
Находится в северо-восточной части республики Марий Эл на расстоянии приблизительно 2 км по прямой на север от районного центра посёлка Новый Торъял.

## История
Образовалась в 1965 году объединением деревень Средний и Верхний Тушнур. В 1974 году в ней насчитывалось 84 двора, 272 жителя, в 1988 74 дома, 260 жителей. Были построены магазин, клуб, библиотека, детский сад, кирпичный коровник, телятник. В 2002 году в деревне числилось 84 двора. В советское время работали колхозы «Тушнур» и «1 Мая».

## Население
Население составляло 241 человек (мари 100 %) в 2002 году, 252 в 2010.